# دیوید دوآک
دیوید جورج دُوک (به انگلیسی: David George Doak) (زادهٔ ۱۱ نوامبر ۱۹۶۷) یک طراح بازی‌های ویدئویی ایرلندی است. او در اصل اهل بلفاست است که بعدها به انگلستان نقل مکان کرد،  جایی که او در دانشگاه آکسفورد در رشته زیست‌شیمی تخصصی تحصیل نمود، و سپس به عنوان یک دانشمند محقق مشغول به کار شد. دُوک حرفه بازی‌های ویدئویی خود را با کار در شرکت رِر آغاز کرد که در آنجا او ارائه پشتیبانی شبکه برای دانکی کنگ کانتری ۳: دیکسی کنگ دو مشکل! و کمک به توسعه بازی مورد تقدیر قرار گرفته گلدن‌آی ۰۰۷ و پرفکت دارک برای کنسول نینتندو ۶۴ پرداخت. شکل ظاهری و نام او به عنوان یک شخصیت غیرقابل کنترل (اِن‌پی‌سی)، دانشمندی به نام دکتر دُوک، در بازی گلدن‌آی ۰۰۷ مورد استفاده قرار گرفت.
دُوک در سال ۱۹۹۸ همراه با آهنگساز بازی‌های ویدئویی گریم نورگیت شرکت رِر را با هدف کمک به شرکت توسعه‌دهنده بازی‌های ویدئویی فیری رادیکال دیزاین ترک نمود. در آنجا او بر روی بازی بسیار موفق TimeSplitters و دو عنوان دیگر به نام‌های مه و دومین دید کار نمود. وی در سال ۱۹۹۹ شرکت فری رادیکال را تأسیس کرد.